# Thanarat Srimanop
Thanarat Srimanop (thailändisch ธนารัตน์ ศรีมานพ; * 29. Januar 2006), auch als Pao bekannt, ist ein thailändischer Fußballspieler.

## Karriere
Thanarat Srimanop erlernte das Fußballspielen in der Schulmannschaft der Suphanburi Sports School. Im Januar 2024 unterschrieb er einen Vertrag beim Zweitligisten Suphanburi FC. In seiner ersten Saison kam er in der Liga sowie im Pokal nicht zum Einsatz. Mit der U23-Mannschaft von Suphanburi nahm er in der zweiten Jahreshälfte 2024 an der U23-Liga teil. Hier bestritt er acht Ligaspiele. Sein Zweitligadebüt gab Srimanop am 6. April 2025 (32. Spieltag) im Heimspiel gegen den Mahasarakham SBT FC. Bei der 0:2-Heimniederlage wurde er in der 76. Minute für Rapeephat Padthaisong eingewechselt. Am Ende der Saison 2024/25 musste er mit dem Verein den Weg in die dritte Liga antreten.